# نقار خشب زيتوني الخلف
نقار خشب زيتوني الخلف (الاسم العلمي: Dinopium rafflesii) هو نوع من فصيلة نقار الخشب.